# Olympische Jugend-Winterspiele 2020/Teilnehmer (Mongolei)
| Gelbes Symbol für Goldmedaillen mit stilisierten Olympischen Ringen | Graues Symbol für Silbermedaillen mit stilisierten Olympischen Ringen | Braundes Symbol für Bronzemedaillen mit stilisierten Olympischen Ringen |
| ------------------------------------------------------------------- | --------------------------------------------------------------------- | ----------------------------------------------------------------------- |
| —                                                                   | —                                                                     | —                                                                       |

Die Mongolei nahm an den Olympischen Jugend-Winterspielen 2020 in Lausanne mit sechs Athleten (drei Jungen und drei Mädchen) in zwei Sportarten teil.

## Teilnehmer nach Sportarten

### Biathlon
| Athleten               | Wettbewerbe   | Zeit        | Fehler       | Rang |
| ---------------------- | ------------- | ----------- | ------------ | ---- |
| Jungen                 |               |             |              |      |
| Enchsaichan Enchbat    | 7,5 km Sprint | 22:27,1 min | 5 (3+2)      | 49   |
| Enchsaichan Enchbat    | 12 km Einzel  | 36:50,9 min | 4 (1+1+1+1)  | 12   |
| Mädchen                |               |             |              |      |
| Byambasuren Chuluunbat | 6 km Sprint   | 24:01,9 min | 4 (3+1)      | 83   |
| Byambasuren Chuluunbat | 10 km Einzel  | 46:48,2 min | 11 (3+2+4+2) | 87   |

### Skilanglauf
| Athleten              | Wettbewerbe     | Qualifikation | Qualifikation | Viertelfinale | Viertelfinale | Halbfinale    | Halbfinale    | Finale        | Finale        | Rang |
| Athleten              | Wettbewerbe     | Zeit          | Rang          | Zeit          | Rang          | Zeit          | Rang          | Zeit          | Rang          | Rang |
| --------------------- | --------------- | ------------- | ------------- | ------------- | ------------- | ------------- | ------------- | ------------- | ------------- | ---- |
| Jungen                |                 |               |               |               |               |               |               |               |               |      |
| Khongor Batsukh       | 10 km klassisch | –             | –             | –             | –             | –             | –             | 32:06,6 min   | 61            | 61   |
| Khongor Batsukh       | Sprint Freistil | 4:02,06 min   | 74            | ausgeschieden | ausgeschieden | ausgeschieden | ausgeschieden | ausgeschieden | ausgeschieden | 74   |
| Khongor Batsukh       | Langlauf-Cross  | 5:14,85 min   | 72            | ausgeschieden | ausgeschieden | ausgeschieden | ausgeschieden | ausgeschieden | ausgeschieden | 72   |
| Zolbayar Otgonlkhagva | 10 km klassisch | –             | –             | –             | –             | –             | –             | 30:03,7 min   | 38            | 38   |
| Zolbayar Otgonlkhagva | Sprint Freistil | 3:44,37 min   | 61            | ausgeschieden | ausgeschieden | ausgeschieden | ausgeschieden | ausgeschieden | ausgeschieden | 61   |
| Zolbayar Otgonlkhagva | Langlauf-Cross  | 4:58,58 min   | 60            | ausgeschieden | ausgeschieden | ausgeschieden | ausgeschieden | ausgeschieden | ausgeschieden | 60   |
| Mädchen               |                 |               |               |               |               |               |               |               |               |      |
| Nomin-Erdene Barsnyam | 5 km klassisch  | –             | –             | –             | –             | –             | –             | 18:08,7 min   | 61            | 61   |
| Nomin-Erdene Barsnyam | Sprint Freistil | 3:18,09 min   | 60            | ausgeschieden | ausgeschieden | ausgeschieden | ausgeschieden | ausgeschieden | ausgeschieden | 60   |
| Nomin-Erdene Barsnyam | Langlauf-Cross  | 5:59,79 min   | 57            | ausgeschieden | ausgeschieden | ausgeschieden | ausgeschieden | ausgeschieden | ausgeschieden | 57   |
| Urangoo Dulamsuren    | 5 km klassisch  | –             | –             | –             | –             | –             | –             | DNF           | DNF           | DNF  |
| Urangoo Dulamsuren    | Sprint Freistil | 3:27,22 min   | 67            | ausgeschieden | ausgeschieden | ausgeschieden | ausgeschieden | ausgeschieden | ausgeschieden | 67   |
| Urangoo Dulamsuren    | Langlauf-Cross  | 6:26,51 min   | 69            | ausgeschieden | ausgeschieden | ausgeschieden | ausgeschieden | ausgeschieden | ausgeschieden | 69   |